# ADX (формат файла)
ADX — основанный на АДИКМ проприетарный формат сжатия с потерями и хранения звукозаписи, разработанный CRI Middleware специально для использования в видеоиграх. Наиболее характерная особенность — возможность зациклить звукозапись, что делает применение формата удобным для использования в качестве фоновой музыки в различных играх, поддерживающих этот медиаконтейнер. Его поддерживают множество игр для SEGA Dreamcast некоторые игры для PlayStation 2, GameCube и Xbox. Одной из первых игр, использовавших ADX, была Burning Rangers на базе Sega Saturn. Наиболее заметно использовался в играх серии Sonic the Hedgehog, начиная с поколения Dreamcast, вплоть до наших дней (исключением стала лишь игра Sonic 2006), в которой этот формат использовался для записи музыки и голосов персонажей.
Поверх основного кодирования АДИКМ, набор инструментов ADX также включает родственный формат AHX, который использует вариант спецификации звукозаписи MPEG-2 для записи голоса и архивирования, а также AFS для хранения сборки нескольких дорожек ADX и AHX в одном файле мультимедиа контейнера.
На данный момент CRI Middleware более не лицензирует этот кодек. Ему на замену пришёл кодек CRI ADX2, также известный как HCA.

## Основное описание
ADX — формат сжатой звукозаписи, однако, в отличие от MP3, в нём не применяется психоакустическая модель уменьшения объёма данных о звуке (уменьшения его сложности). Вместо этого модель ADPCM использует для сохранения образцов запись данных относительной ошибки функции предсказания, что означает бо́льшую сохранность исходного сигнала после кодирования; по существу, сжатие ADPCM, вместо использования полных переразмерянных образцов звукозаписи, предоставляет образцы отклонения сигнала от предыдущего значения, которые имеют гораздо меньший размер, обычно — 4 бита. Для человеческого уха такое отклонение находится на уровне шума, что делает потерю качества едва заметной.
Как и другие форматы кодирования, ADX поддерживает несколько частот дискретизации, такие как 22050 Гц, 44100 Гц, 48000 Гц и т. д., тем не менее, глубина образца зафиксирована на значении 16 бит из-за первоначальной привязки к игровому оборудованию. Он поддерживает многоканальность, однако есть мнение, что под этим подразумевается стерео (2 канала), хотя сам файл поддерживает включение в него до 255 каналов. Только одна отличительная особенность выделяет ADX на фоне альтернатив, таких как IMA ADPCM (помимо того, что используется другая функция предсказания) — встроенная возможность зацикливания воспроизведения, которая даёт указание проигрывателю, после достижения определённого места на дорожке, делать «перемотку» назад для создания связного цикла; гипотетически, эта функциональность может использоваться и для «перемотки» вперёд, но это будет излишне, учитывая, что вместо этого звукозапись может быть просто «подшита» программой-редактором.
Для воспроизведения существует несколько плагинов к WinAmp и инструмент преобразования в wave (см. раздел ссылок). Программа/библиотека с открытым исходным кодом FFmpeg также включает поддержку ADX, однако декодер этого формата трудно написать, поэтому хорошо декодируется в основном ADX с частотой дискретизации 44100 Гц.